# Marie-José Pérec
Marie-José Pérec (Basse-Terre, Guadeloupe, 1968. május 9. –) háromszoros olimpiai bajnok francia atlétanő, futó.

## Pályafutása
1991-ben világbajnok lett 400 méteren, majd egy évvel később az olimpián is megnyerte ezt a versenyszámot. Négy évvel később az atlantai olimpiai játékokon, új olimpiai rekordot futva megvédte címét a távon, továbbá megnyerte a 200 méteres szám döntőjét is.
1995-ben a göteborgi világbajnokságon újabb aranyérmet nyert 400 méteren.
Két arany-, és egy bronzérmet jegyez az Európa-bajnokságról.
Pályafutása utolsó jelentős sikereit az 1996-os olimpián érte el. Noha a 2000-es Sydney-i játékokon is részt vett volna, azonban a tornára való érkezését követően visszalépett, azt állítva, hogy az ausztrál sajtó zaklatja.

## Egyéni legjobbjai
- 100 méteres síkfutás - 10,96 s (1991)
- 200 méteres síkfutás - 21,99 s (1993)
- 400 méteres síkfutás - 48,25 s (1996)
- 400 méteres gátfutás - 53,21 s (1995)

## Magánélete
2010. március 30-án, 41 évesen szülte meg első gyermekét.